# Kandidatenturnier Budapest 1950
Das Kandidatenturnier Budapest 1950 war das erste Kandidatenturnier des Schachweltverbandes FIDE und fand vom 11. April bis 20. Mai 1950 in Budapest als doppelrundiges Turnier mit zehn Teilnehmern statt. Wassili Smyslow und Paul Keres waren als Teilnehmer des Moskauer Weltmeisterschaftsturniers 1948 gesetzt, dazu kamen die Bestplatzierten des Interzonenturniers Saltsjöbaden 1948. Max Euwe und Samuel Reshevsky, Teilnehmer des Moskauer Turniers, waren terminlich verhindert. Außerdem erhielt Reuben Fine eine Einladung, bekundete jedoch wie schon 1948 kein Interesse.
Nach 18 Runden konnte David Bronstein den führenden Isaak Boleslawski noch einholen. Damit standen beide punktgleich an der Spitze. Vom 31. Juli bis zum 27. August fand daraufhin in Moskau ein Stichkampf um die Teilnahme an der Weltmeisterschaft 1951 statt. Nach zwölf Partien stand es unentschieden, die erste zu Gunsten eines Kontrahenten entschiedene Partie machte Bronstein zum WM-Herausforderer.
Die Spieler auf den Plätzen drei bis fünf waren für das nächste Kandidatenturnier teilnahmeberechtigt.

## Abschlusstabelle
|    | Name              | 1 | 1 | 2 | 2 | 3 | 3 | 4 | 4 | 5 | 5 | 6 | 6 | 7 | 7 | 8 | 8 | 9 | 9 | 10 | 10 | Punkte |
| -- | ----------------- | - | - | - | - | - | - | - | - | - | - | - | - | - | - | - | - | - | - | -- | -- | ------ |
| 1  | Isaak Boleslawski |   |   | ½ | ½ | 1 | ½ | ½ | ½ | ½ | ½ | 1 | ½ | ½ | ½ | ½ | 1 | ½ | 1 | 1  | 1  | 12     |
| 2  | David Bronstein   | ½ | ½ |   |   | 0 | 1 | ½ | 1 | 1 | 1 | 1 | ½ | 0 | 1 | ½ | ½ | 1 | ½ | ½  | 1  | 12     |
| 3  | Wassili Smyslow   | 0 | ½ | 1 | 0 |   |   | ½ | ½ | 1 | ½ | ½ | 1 | 0 | 1 | ½ | 1 | ½ | ½ | ½  | ½  | 10     |
| 4  | Paul Keres        | ½ | ½ | ½ | 0 | ½ | ½ |   |   | ½ | ½ | 1 | 0 | 1 | ½ | ½ | ½ | ½ | 1 | ½  | ½  | 9½     |
| 5  | Miguel Najdorf    | ½ | ½ | 0 | 0 | 0 | ½ | ½ | ½ |   |   | ½ | ½ | ½ | ½ | 1 | 1 | ½ | 1 | ½  | ½  | 9      |
| 6  | Alexander Kotow   | 0 | ½ | 0 | ½ | ½ | 0 | 0 | 1 | ½ | ½ |   |   | ½ | 1 | 1 | 0 | 1 | 0 | 1  | ½  | 8½     |
| 7  | Gideon Ståhlberg  | ½ | ½ | 1 | 0 | 1 | 0 | 0 | ½ | ½ | ½ | ½ | 0 |   |   | ½ | ½ | ½ | ½ | ½  | ½  | 8      |
| 8  | Andor Lilienthal  | ½ | 0 | ½ | ½ | ½ | 0 | ½ | ½ | 0 | 0 | 0 | 1 | ½ | ½ |   |   | 1 | 0 | ½  | ½  | 7      |
| 9  | László Szabó      | ½ | 0 | 0 | ½ | ½ | ½ | ½ | 0 | ½ | 0 | 0 | 1 | ½ | ½ | 0 | 1 |   |   | 1  | 0  | 7      |
| 10 | Salo Flohr        | 0 | 0 | ½ | 0 | ½ | ½ | ½ | ½ | ½ | ½ | 0 | ½ | ½ | ½ | ½ | ½ | 0 | 1 |    |    | 7      |

## Stichkampf
|   | Name              | 1 | 2 | 3 | 4 | 5 | 6 | 7 | 8 | 9 | 10 | 11 | 12 | 13 | 14 | Punkte |
| - | ----------------- | - | - | - | - | - | - | - | - | - | -- | -- | -- | -- | -- | ------ |
| 1 | David Bronstein   | 1 | ½ | ½ | ½ | ½ | ½ | 1 | 0 | ½ | ½  | 0  | ½  | ½  | 1  | 7½     |
| 2 | Isaak Boleslawski | 0 | ½ | ½ | ½ | ½ | ½ | 0 | 1 | ½ | ½  | 1  | ½  | ½  | 0  | 6½     |

## Philatelie
Am 9. April 1950 erschienen anlässlich des Kandidatenturniers mit einer Auflage von 340.000 Stück drei Briefmarken: 60 Filler rot, 1 Forint blau, 60 Forint braun.